# Angelika Henschel
Angelika Henschel (* 1957 in Lübeck) ist eine deutsche Hochschullehrerin. Sie lehrt Genderforschung, Jugendhilfe und Inklusion an der Leuphana Universität Lüneburg.

## Werdegang
Henschel absolvierte ein Studium mit dem Ersten Staatsexamen für Sonderschulen (Förderschwerpunkte: Lernen und Sozial-Emotionale Entwicklung) an der Universität Hamburg (1988) im Fachbereich Erziehungswissenschaften.
Schon in frühen Lebensjahren engagierte sie sich für Frauen in prekären Lebenslagen. So war sie 1977 Gründungsmitglied des eingetragenen Vereins Frauen helfen Frauen Lübeck, der den Aufbau und die Konzeption des Autonomen Frauenhauses in Lübeck bewerkstelligte. Bis 1991 arbeitete sie dort als pädagogische Mitarbeiterin und bis 2015 bekleidete Angelika Henschel den Vereinsvorsitz. Sie war ebenso Gründungsmitglied des Lübecker Vereins Notruf e. V. für von sexueller Gewalt betroffene Mädchen und Frauen wie sie auch das Lübecker Modellprojekt für Mädchen und Frauen mit und ohne Behinderungen, mixed pickles e. V., initiierte und in ihrer Beiratstätigkeit konzeptionell vorantrieb. Ihre ersten beruflichen Tätigkeiten widmete sie insbesondere den von häuslicher Gewalt betroffenen Frauen und ihren Kindern.
Von 1991 bis 1996 arbeitete Henschel als Studienleiterin in der Erwachsenenbildung und als Jugendbildungsreferentin für Außerschulische politische Jugendbildung an der Evangelischen Akademie in Bad Segeberg, wo sie auch Seminare in der Behinderten- und Integrationspädagogik initiierte und durchführte.
Nach ihrer Promotion 1992 im Fachbereich Erziehungswissenschaften der Universität Hamburg nahm sie von 1996 bis 1999 eine Vertretungsprofessur an der Fachhochschule Nordostniedersachsen, Fachbereich Sozialwesen, in Lüneburg an; ihre Lehr- und Forschungsschwerpunkte waren dort Sozialpädagogik unter besonderer Berücksichtigung der Jugendbildung, Soziale Arbeit mit Mädchen und Frauen sowie Soziale Gruppenarbeit.
Ab 1999 wurde Henschel dort zur auf Lebenszeit verbeamtete Professorin ernannt mit der Denomination Lehr- und Forschungsschwerpunkte in der Sozialpädagogik/Sozialarbeit, Frauen- und Geschlechterforschung in der Sozialen Arbeit sowie Behinderten- und Integrationspädagogik.
Seit 2005 arbeitet sie an der Leuphana Universität Lüneburg mit der Denomination  Sozialpädagogik, insbesondere Genderforschung, Jugendhilfe, Inklusion, seit 2009 als Universitätsprofessorin.

## Schwerpunktthemen der Forschungs- und Lehrtätigkeit
Henschels Schwerpunkte sind Genderforschung in der Sozialpädagogik, insbesondere Häusliche Gewalt, Inklusion und Jugendhilfe, sowie Öffnung der Hochschule für beruflich Qualifizierte unter besonderer Berücksichtigung von Gender-Diversity.
Das Leitmotiv ihrer Forschungsarbeit ist, einen Beitrag zur Herstellung von Geschlechtergerechtigkeit zu leisten und zur Verbesserung der Lebenslagen von gewaltbetroffenen und von Behinderung betroffenen Frauen beizutragen. Dabei liegt ihr insbesondere daran, die Arbeit der in der Sozialen Arbeit Tätigen durch wissenschaftliche Erkenntnisse und Fortbildungsangebote weiter zu professionalisieren sowie die Öffnung der Hochschule für berufliche Qualifizierte zu ermöglichen und zu verbessern.
Die Leuphana Universität zeichnete ihre Lehrtätigkeit 2007 mit der Verleihung des Preises der Leuphana Universität Lüneburg für innovative Lehre aus. Ebenso wurde ihre Forschungsarbeit 2019 gewürdigt mit der Verleihung des Leuphana Sonderpreises für Geschlechter- und Diverstätsforschung der Leuphana Universität Lüneburg.  
Angelika Henschel ist eine  Erziehungswissenschaftlerin und Sozialforscherin mit  internationalen Lehraufträgen und Vorträgen sowie Gastprofessuren in Australien sowie einer Adjunct Professur an der University of New England (UNE) in Australien, die sie von 2010 bis 2013 bekleidete. Darüber hinaus nimmt sie  Beiratstätigkeiten im Rahmen von Entwicklungsprojekten bei freien Trägern der Wohlfahrtspflege wahr und ist seit 2009 berufenes Mitglied der Steuerungsgruppe im Bundesministerium für Arbeit und Soziales (BMAS) für die ESF-Richtlinie „rückenwind“ und „rückenwind+“ – „Für die Beschäftigten in der Sozialwirtschaft“.

## Ehrenamtliche Tätigkeiten (Schwerpunkte)
Neben dem Aufbau des Autonomen Frauenhauses in Lübeck sowie des Projekts mixed pickles für Mädchen und Frauen mit und ohne Behinderungen war sie von 2007 bis 2017 Vorstandsmitglied der global tätigen Frauenstiftung filia in Hamburg.
Für ihre  ehrenamtlichen Tätigkeiten wurde ihr 2002 das Bundesverdienstkreuz am Bande verliehen.

## Veröffentlichungen
- Frauenhauskinder und ihr Weg ins Leben – Das Frauenhaus als entwicklungsunterstützende Sozialisationsinstanz. Verlag Barbara Budrich, Opladen/Berlin/Toronto 2019, ISBN 978-3-8474-2265-5.
- als Hrsg., zus. mit anderen: Karrierewege eröffnen: Gender- und diversityreflexive Zugänge für beruflich Qualifizierte der Sozialen Arbeit zur akademischen (Weiter-)Bildung. Waxmann Verlag, München/New York 2017, ISBN 978-3-8309-3597-1.
- zus. mit W. Stange, R. Krüger, C. Schmitt (Hrsg.): Erziehungs- und Bildungspartnerschaften – Praxisbuch zur Elternarbeit. VS/Springer Verlag, Wiesbaden 2013, ISBN 978-3-531-18558-3.
- zus. mit W. Stange, R. Krüger, C. Schmitt (Hrsg.): Erziehungs- und Bildungspartnerschaften. Grundlagen und Strukturen von Elternarbeit. VS/Springer Verlag, Wiesbaden 2012, ISBN 978-3-531-16611-7.
- als Hrsg., zus. mit anderen: Jugendhilfe und Schule – Handbuch für eine gelingende Kooperation. VS Verlag für Sozialwissenschaften, Wiesbaden 2009, ISBN 978-3-531-16373-4.Umgang mit häuslicher Gewalt. Learning from Downunder – Konzepte und Maßnahmen am Beispiel der Region New South Wales, Australien. Ein Forschungsreisebericht (= Wissenschaftliche Reihe, Band 148). Kleine Verlag, Bielefeld 2003, ISBN 3-89370-374-8.